# سفیداربن
سفیداربن، روستایی از توابع بخش مرکزی شهرستان املش در استان گیلان ایران است.

## جمعیت
این روستا در دهستان املش شمالی قرار دارد و براساس سرشماری مرکز آمار ایران در سال ۱۳۸۵، جمعیت آن ۲۶۳ نفر (۸۰خانوار) بوده‌است.
در حال حاضر جمعیت آن حدود ۵۰۰الی ۶۰۰نفر است